# دیوید یوری
دیوید یوری (انگلیسی: David Ury؛ زادهٔ ۳۰ سپتامبر ۱۹۷۳) یک هنرپیشه اهل ایالات متحده آمریکا است.

## گزیده فیلمشناسی
از فیلم‌ها یا برنامه‌های تلویزیونی که وی در آن نقش داشته‌است می‌توان به آثار زیر اشاره کرد.
- دنیای مالکوم (۲۰۰۲)
- پاپاراتزی (فیلم ۲۰۰۴) (۲۰۰۴)
- افسون‌شده (۲۰۰۴)
- مالکیت فکری (فیلم) (۲۰۰۶)
- شلیک نهایی (فیلم) (۲۰۰۷)
- گنجینه ملی: کتاب رمز (۲۰۰۷)
- خواب‌پریشی (فیلم) (۲۰۰۸)
- زندگی (سریال آمریکایی) (۲۰۰۸–۲۰۰۹)
- قهرمان‌ها (مجموعه تلویزیونی) (۲۰۰۶–۲۰۰۹)
- برکینگ بد (۲۰۰۹)
- به من دروغ بگو (۲۰۱۰)
- استخوان‌ها (مجموعه تلویزیونی) (۲۰۱۱)
- گریم (مجموعه تلویزیونی) (۲۰۱۴)
- پسر کوچک (فیلم) (۲۰۱۵)
- ۳۱ (فیلم) (۲۰۱۶)
- یک داستان سیندرلایی: اگر کفش‌ها اندازه باشند (۲۰۱۶)